# Hirschenhof (Gemeinde Großschönau)
Hirschenhof ist eine Ortschaft in der Marktgemeinde Großschönau im Bezirk Gmünd in Niederösterreich mit 24 Einwohnern (Stand 1. Jänner 2024).

## Geografie
Der nordöstlich von Großschönau gelegene Weiler befindet sich an der Landesstraße L71, die Zwettl mit Weitra verbindet. Knapp östlich der Ortslage verläuft die Europäische Hauptwasserscheide; während Gewässer aus Hirschenhof nach Westen zum Buschenbach hin abfließen, der über Lainsitz und Moldau die Elbe speist, wird die benachbarte Ortschaft Vierlings über den Glutschbach und den Maißbach in die Zwettl, den Kamp und letztlich die Donau entwässert. Die Wasserscheide stellt auch die Bezirksgrenze dar.
Am 1. April 2020 umfasste der Weiler 8 Adressen.

## Geschichte
Der alte Adelssitz scheint im 12. Jahrhundert als Hirzo und 1499 als Hierssenhofen auf. Der Ort gehörte früher zur zu Katastralgemeinde Vierlings und ist im Franziszeischen Kataster von 1823 auch so verzeichnet. Das den Ort dominierende Anwesen wurde von Landgraf Egon zu Fürstenberg um 1625 zum Meierhof ausgebaut und später als Jagdschloss genutzt. Im 19. Jahrhundert erfolgte eine grundlegende Erneuerung. Um 1970 wurde der Ort von Vierlings abgetrennt und als Ortschaft zur benachbarten Marktgemeinde Großschönau geschlagen.

## Sehenswertes
- Hirschenhof, ein ehemaliger Wehrhof und Adelssitz, der im 17. Jahrhundert zum Jagdschloss ausgebaut wurde, bis 2015 unter Denkmalschutz (Listeneintrag).